# Horizonte (revista estridentista)
Horizonte fue una revista publicada entre abril de 1926 y mayo de 1927 por el grupo Estridentista, en la ciudad de Xalapa, Veracruz. Fue la tercera y última revista del grupo, dirigida por Germán List Arzubide. Contó con 10 números y un tiraje de entre 8 y 10 mil ejemplares por número. Estuvo estrechamente vinculada con el gobierno del Gral. Heriberto Jara Corona, gobernador de Veracruz entre 1924 y 1927. 

Entre los colaboradores habituales de Horizonte estaban: Manuel Maples Arce, Ramón Alva de la Canal, Leopoldo Méndez, Arqueles Vela, Enrique Barreiro Tablada, Eduardo Colín, Germán Cueto y Xavier Icaza, Ignacio Millán y Miguel Aguillón Guzmán.

## Características de la publicación
Horizonte fue la tercera de las publicaciones del grupo, después de Actual e Irradiador. Se imprimía en los Talleres Gráficos del Gobierno del Estado. Su director era Germán List Arzubide, mientras que Ramón Alva de la Canal y Leopoldo Méndez estaban a cargo del diseño gráfico y las ilustraciones. 

## Historia
En 1921 Manuel Maples Arce publicó el Actual no. 1, hoja de vanguardia, manifiesto que daría inicio al movimiento estridentista, uno de los movimientos de vanguardia de más larga vida y de mayor producción cultural en Latinoamérica durante la década de 1920. A ese le siguieron otros manifiestos además de la publicación de dos números más de Actual y tres números de la revista Irradiador, así como libros de poesía y ficción como Andamios interiores. Poemas radiográficos (1922) de Maples Arce, La señorita Etcétera (1922), de Arqueles Vela y Esquina (1923) de Germán List Arzubide, entre otros. 

En 1925, tras graduarse de la Escuela Libre de Derecho, Maples Arce viajó a Veracruz para entrevistarse con el gobernador Heriberto Jara, quien lo designó juez de primera instancia de la entidad. Meses después, en enero de 1926 fue nombrado secretario general de Gobierno. List Arzubide se trasladó a Xalapa por invitación de Maples Arce, como lo hicieron también Salvador Gallardo, Leopoldo Méndez, Ramón Alva de la Canal, Enrique Barreiro Tablada y Eduardo Colín. Además, Xavier Icaza, Ignacio Millán y Miguel Aguillón Guzmán, radicados allá, también se sumaron a las filas estridentistas. Así dio inicio “la época dorada del estridentismo, en la que el movimiento se transformó a raíz de sus nuevas relaciones políticas y a la vez logró incidir en su entorno.”

### Estridentópolis
Estridentópolis es el nombre que los estridentistas le dieron a la ciudad de Xalapa, Veracruz, lugar donde el grupo volcó su visión de ciudad de vanguardia e inició un proyecto cultural que incluía la publicación de diversos libros, revistas, folletos y materiales, muchos de ellos con objetivos pedagógicos. Además organizaron conferencias, veladas literarias y eventos culturales que buscaban incidir directamente en la sociedad y buscar una mejora en la vida de las personas. List Arzubide quedó a cargo de una parte de los Talleres Gráficos del Estado.

### Gobierno de Heriberto Jara
Heriberto Jara Corona gobernó el estado de Veracruz desde el 1º de diciembre de 1924 al 29 de septiembre de 1927, cuando un cuartelazo interrumpió su gobierno. El gobierno jarista se distinguió por impulsar un proyecto modernizador que incluía diversas obras para el estado como la construcción del estadio de Xalapa –inaugurado en 1925–, vías de comunicación, hospitales, una universidad del estado –lo que después sería la Universidad Veracruzana–, nuevos espacios arquitectónicos para albergar eventos culturales y deportivos; una campaña de promoción del deporte, un programa de educación rural para llevar materiales educativos a los lugares más apartados del estado, así como el apoyo y difusión de cultura a través de los medios de comunicación, desde los medios impresos, hasta los nuevos medios como el cine y el radio.

Fue en los medios de comunicación donde mayor participación y repercusión tuvieron los estridentistas. Con la invitación de Maples Arce, List Arzubide desempeñó la función de su secretario particular y luego pasó a dirigir una parte de los Talleres Gráficos del Gobierno del Estado, lo que permitiría iniciar una fructífera labor editorial en la que publicarían folletos, material didáctico, libros de poesía y literatura, obras traducidas de nuevos autores y revistas, entre las que se encontraba Horizonte.

Durante esos años, el desarrollo tecnológico marcó distintas pautas que afectaron o beneficiaron, según el caso, a distintas ramas de la industria. La producción petrolera fue en declive, así como los pequeños ingenios azucareros, las purerías y las panaderías; el desempleo en general fue uno de los más graves problemas del estado. En contraposición, se propusieron diversas reformas para disminuir las jornadas laborales, incrementar salarios, impulsar la formación de cooperativas de trabajadores y promover la movilidad laboral estacional.

Sin embargo, algunos aspectos resultaron en detrimento del gobierno de Jara: la distribución desigual del presupuesto, la decisión de darle prioridad a las obras públicas en vez de pagar a los empleados de la administración, el aumento de impuestos, la retención de sueldos y la escasez de agua, entre otros problemas cuyo origen se vinculaba con la falta de recursos, condiciones que condujeron gradualmente al punto culminante en septiembre de 1927, cuando el gobierno de Heriberto Jara fue derrocado. 

### Proyectos editoriales
Durante su periodo en Xalapa, los estridentistas ejercieron una intensa labor editorial que abarcaba diversos tipos de publicaciones como materiales didácticos sobre higiene, civismo, música, agricultura y otros temas útiles para la población y libros del movimiento como Magnavoz 1926 de Xavier Icaza con ilustraciones de Alva de la Canal, El movimiento estridentista (1926) de List Arzubide, El Café de Nadie (1926) de Arqueles Vela, Poemas interdictos (1927) y El movimiento social en Veracruz (1927) de Maples Arce, así como Emiliano Zapata: exaltación (1927) de List Arzubide. Además, publicaron El imperio de los Estados Unidos y otros ensayos (1927) de Rafael Nieto, obra con la que inauguraron su colección Biblioteca Popular.

## Ediciones
Horizonte se editó en dos etapas: de abril a noviembre de 1926, marzo y un número de abril y mayo de 1927, diez números publicados en total en la ciudad de Xalapa, Veracruz, apartado postal núm. 33.

### Portadas
Las portadas cumplieron un papel importante al ofrecer una primera impresión de la revista al público lector. Siete de las diez portadas existentes fueron diseñadas por Ramón Alva de la Canal, las tres restantes, por Leopoldo Méndez. En general, el diseño es limpio y claro: en la parte superior se hallaba el nombre de la publicación en tipografía y colores variables. Debajo, una imagen que abarcaba la mayor parte de la publicación y en la parte inferior, el mes correspondiente, año y precio de la publicación, que era de 30 centavos. La iconografía seleccionada para las portadas estaba generalmente relacionada con aspectos nacionalistas como el Pípila o figuras indígenas, o con el paisaje, del entorno natural y las nuevas construcciones como las fábricas.

## Temas centrales
Como su “Propósito” lo expuso, Horizonte tenía la vocación de exponer las ideas y doctrinas modernas, “todo lo que palpita y pugna en la hora mundial” y que pudiera resultar de interés o utilidad para los lectores. Así, se trataban temas de educación para niños y adultos, de cultura, donde se incluían artículos sobre música, novedades literarias, artes plásticas, poemas y cuentos;  temas de actualidad como los adelantos tecnológicos para el campo y la agricultura o la instalación de una antena aérea.

## Colaboradores
De acuerdo con Rocío Guerrero Mondoño, Horizonte contaba con cuatro tipos de colaboradores, cuya participación variaba y cumplía distintas funciones dentro de la revista:

- Personajes de la política y de la cultura

- Especialistas en historia y sociedad

- Clásicos de la literatura

- Personajes del arte y de la vanguardia

En conjunto, aportaban textos que conformaban una revista cultural con fuertes matices políticos e ideológicos, dirigida a un público amplio no sólo residente en la entidad veracruzana, sino en cualquier parte de México y el mundo.

### Germán List Arzubide
Germán List Arzubide (1898-1998) fue el director de la revista Horizonte. De origen poblano, List Arzubide formó parte de las fuerzas revolucionarias hasta que en 1921 volvió a su ciudad natal y se dedicó al quehacer periodístico. Fundó las revistas Vincit y Ser donde se refleja una búsqueda de nuevos valores estéticos que se identificaron plenamente con el Actual Núm. 1 de Manuel Maples Arce. Se unió a los escritores Miguel Aguillón Guzmán y Salvador Gallardo para organizar un encuentro con Maples Arce y publicaron el Manifiesto Núm. 2 en enero de 1923. En 1926 se trasladó a Xalapa por invitación de Maples Arce. Asumió la dirección de una parte de los Talleres Gráficos del Gobierno del Estado, donde se imprimió la revista Horizonte y se publicaron diversos materiales bajo el sello de Ediciones Horizonte. Paralelamente impartió clases de literatura en la Escuela Normal y en la Preparatoria. En 1926 publicó el libro El movimiento estridentista, una especie de crónica a modo de collage, del desarrollo y las peripecias del grupo.

### Manuel Maples Arce
Manuel Maples Arce (1900-1981) nació en Papantla, Veracruz. Fue el iniciador del movimiento estridentista, al que congregó a partir del Actual Núm. 1 en diciembre de 1921. Estuvo en contacto con los personajes de la vanguardia internacional como Guillermo de Torre, Humberto Rivas y Enrique Gómez Carrillo. Durante su periodo en Xalapa, Maples Arce impulsó distintos programas sociales donde se intentaba conciliar las ideas del arte de vanguardia y renovación estética con la revolución política y la búsqueda de un nuevo proyecto nacional. Su obra poética y ensayística incluye Andamios interiores, Vrbe, Poemas interdictos y Memorial de sangre.

### Miguel Aguillón Guzmán
Miguel Aguillón Guzmán (1898-1995) nació en Veracruz. Se unió a las filas estridentistas a su llegada a Xalapa y colaboró de manera asidua en Horizonte. Según relata List Arzubide en El movimiento estridentista, Aguillón Guzmán fue el delegado por la Universidad de Estridentópolis y presentó el cuarto manifiesto del grupo en El Congreso Estudiantil Mexicano, en 1926, en Ciudad Victoria. En los años posteriores tuvo diversos cargos políticos para luego integrarse como catedrático a la Universidad Veracruzana.

### Ramón Alva de la Canal
Ramón Alva de la Canal (México 1898-1981) tuvo un papel fundamental dentro del grupo estridentista. Durante el periodo en Xalapa, estuvo a cargo, junto con Leopoldo Méndez, de la edición artística, el diseño, las ilustraciones y viñetas de Horizonte. Asimismo, realizó las ilustraciones para el libro de List Arzubide El movimiento estridentista (1926), portada e ilustraciones para El pentagrama eléctrico (1925) de Salvador Gallardo, portada de Plebe (poemas de rebeldía) (1925) de List Arzubide y Panchito Chapopote (1928) de Xavier Icaza, el último trabajo de ilustración que realizó con el grupo estridentista. También pintó obras representativas para el movimiento como El Café de Nadie (1924), Retrato de un escritor (retrato de Germán List Arzubide, 1925), Retrato del escritor Manuel Maples Arce (1928), Dr. Gallardo (1925) y Retrato de Germán List Arzubide (1925).

### Leopoldo Méndez
Leopoldo Méndez (1902-1969) contribuyó de manera importante al estridentismo a partir de sus grabados, ámbito en el que se destacó de manera notable. A partir de su traslado a Xalapa, Méndez intensificó los grabados con temática de índole social; son frecuentes las figuras de obreros, campesinos y peones en su obra, incluso en el periodo posterior a su afiliación estridentista, cuando participaría en el Taller de Gráfica Popular. 